# Szalonnasütővas

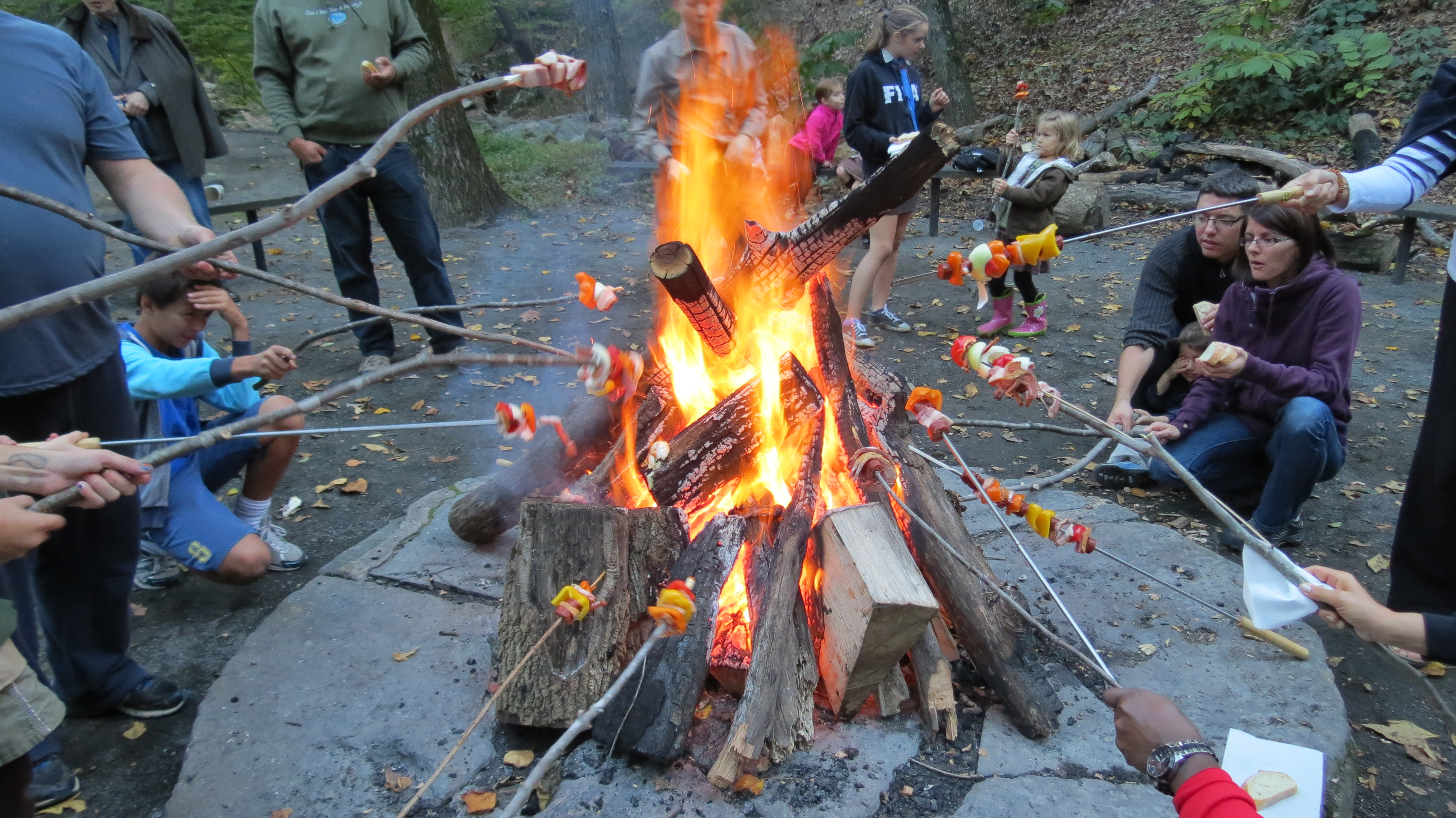
Amerikai szalonnasütő cserkészek fából készült nyársalóval

A szalonnasütővas (vagy szalonnasütő) egy szalonnasütésre és kolbászsütésre használt fém eszköz, amellyel gyorsan és egyszerűen készíthető el a sült szalonna, vagy a kolbász. Ez a fémipari termék alapvetően Salgótarján nevéhez fűződik.

## Eredete

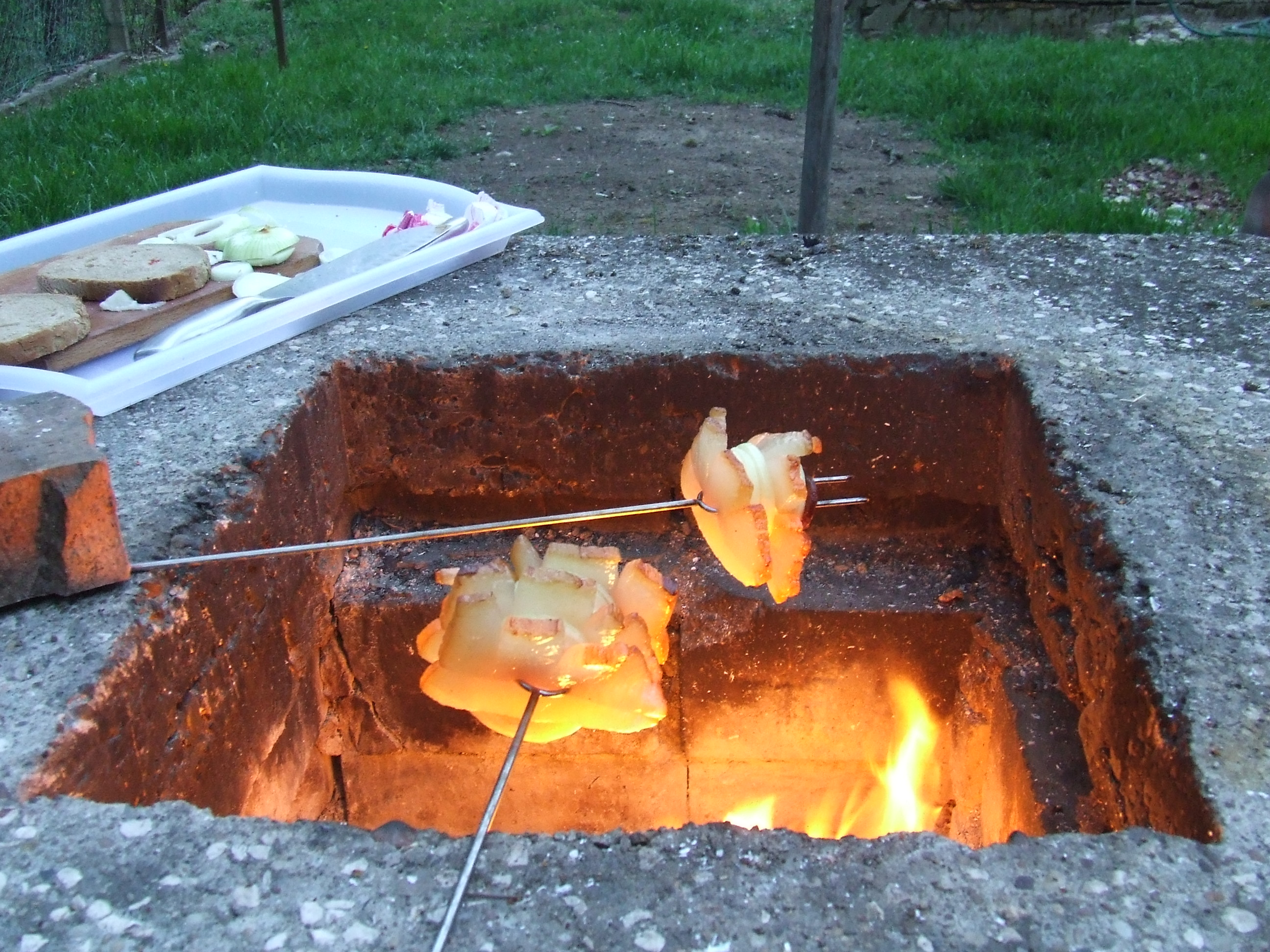
Szalonnasütés villás nyársakkal

Az első szalonnasütővasak eredete egészen a 19. századig nyúlik vissza.
A hagyomány szerint az első ilyen eszközöket a salgótarjáni acélgyár dolgozói készítették el, a gyárban fellelhető alkatrészekből, és munkaeszközökből. A tányér  kezdetben négyzet alakú volt, ezt később a kerek forma váltott fel és megjelent rajta a szalonnából, kolbászból kisülő zsír elvezetésére kialakított kiöntő csőr is. A szalonnasütővas szárait eleinte húzott acélpálcákból készítették. Később a Tűzhelygyár dolgozói elkezdték készíteni ezt az eszközt. A két gyár termékei közötti különbség az volt, hogy míg az "acélgyári típus" ollószerűen nyílt, addig a "tűzhelygyári típus" a tányérok elején csuklóval volt ellátva.
A szalonnasütés többféle módját ismerték és alkalmazták. Legelterjedtebb formája a nyárson sütés. Hosszú idők óta a szalonnasütés fatűznél, a földön történt. A tüzet többen is körülvették, guggolva, téglára ülve, vagy féltérdre ereszkedve történt a sütés. A szalonnát fémnyársra húzták, melyet maguk készítettek 4-5 mm átmérőjű hengerelt, vagy húzott drótból. A meleg üzemi dolgozóké rendszerint egyszerű kivitelű volt, a műhelyi "szakmunkások" általában fényes felületű drótból készítették, csinosabb kivitelben. A nyárs hossza általában 75 cm körüli. Használták az un. ördög nyársat, melyet villás nyársnak is neveztek. Annyiban különbözött a  hagyományostól, hogy két ága volt, melyre a szalonnát szúrták.
A gyárakban a munkásoknak 8 órakor volt lehetősége reggelizni. Az otthonról hozott szalonnát az átforrósodott kohók, kemencék felületén ezekben az eszközökben gyorsan megsütötték, a csőrön kifolyó zsiradékot pedig a kenyérre csurgatták. Innen származik az ún. "csurgatós kenyér" kifejezés amit ezen eszközök használata során lehetett készíteni.
A szalonnasütő vasak előnye, hogy nem csak nyílt láng felett lehetett használni, hanem tűzhelyen is.

## A szalonnasütővas ma
A ma készülő szalonnasütővasak sokkal könnyebbek elődeiknél, jelenleg is gyártja a Salgótarjáni Tűzhelygyár az ún. "tűzhelygyári típust". Ma már elterjedt eszköz a nyársalásokon.